# Nova Petrópolis
Nova Petrópolis, amtlich portugiesisch Município de Nova Petrópolis, ist eine Gemeinde im Bundesstaat Rio Grande do Sul im Süden Brasiliens. Die Bevölkerung wurde zum 1. Juli 2021 auf 21.717 Einwohner geschätzt, die Nova-Petropolitanoer genannt werden und auf einer Gemeindefläche von rund 290,2 km² leben. Sie liegt in der Serra Gaúcha etwa 95 km nördlich von Porto Alegre.

## Geographie
Benachbart sind die Orte Picada Café, Linha Nova, Caxias do Sul, Gramado, Santa Maria do Herval, Morro Reuter und Feliz.
Das Biom ist Mata Atlântica, das Klima subtropisch Cfa. 

## Geschichte
Im Distrikt Linha Imperial gründete der Schweizer Pater Theodor Amstad 1902 die erste Genossenschaft Brasiliens, Grundlage des brasilianischen Kreditgenossenschaftsverbandes SICREDI mit heute mehr als einer Million Mitgliedern.

### Städtepartnerschaft

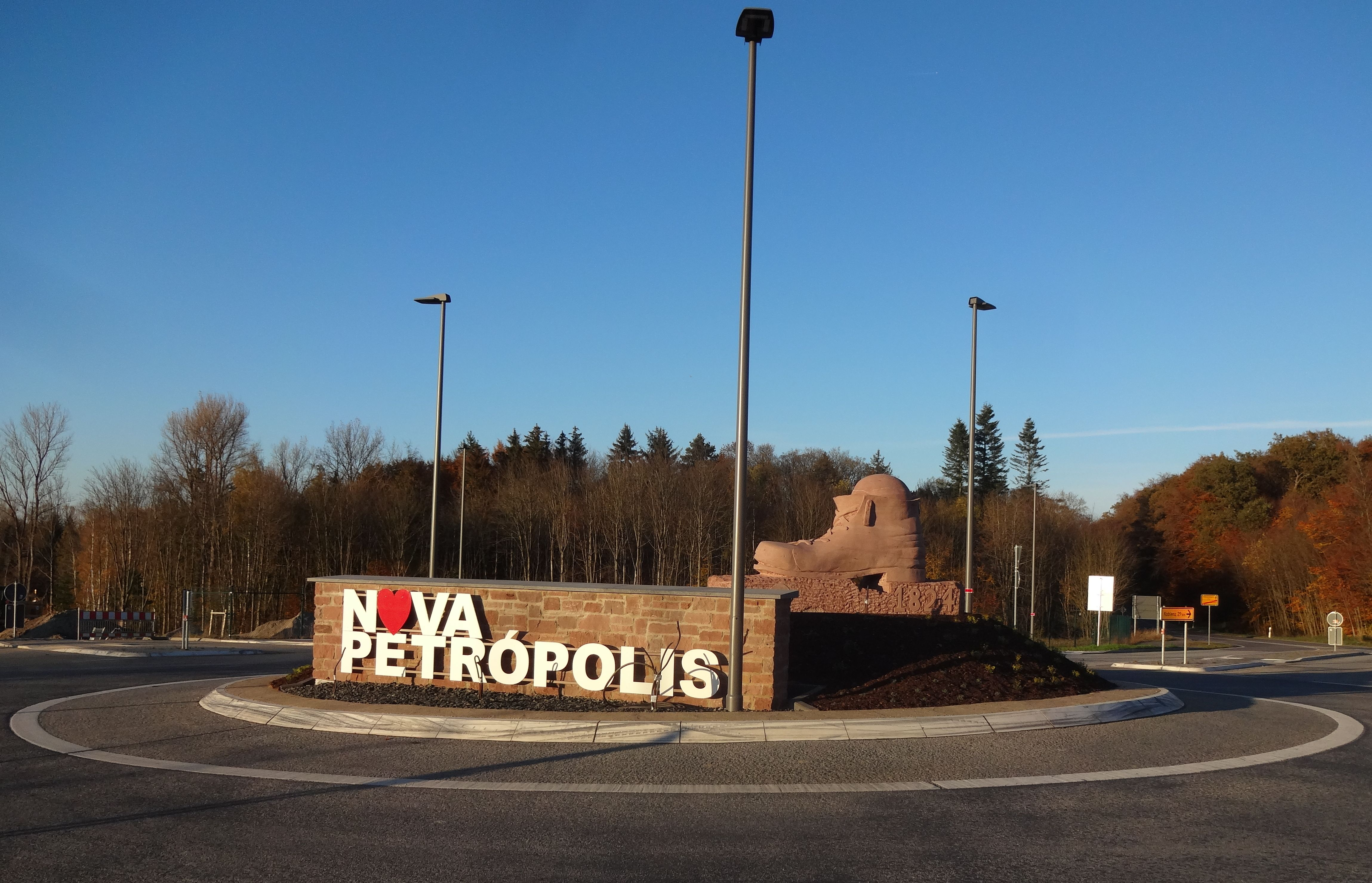
Einwandererdenkmal (ein großer Wanderschuh aus Sandstein gemeisselt) in Emmelshausen

Seit 2019 besteht eine offizielle Städtepartnerschaft zwischen Nova Petrópolis und Emmelshausen im Rhein-Hunsrück-Kreis in Rheinland-Pfalz, da viele der ersten Kolonisten aus dem Hunsrück stammten.

## Tourismus
Nova Petrópolis liegt an der Rota Romântica mit Gramado, Canela und São Francisco de Paula in der Região das Hortênsias. Sowohl Architektur als auch Brauchtum wie die Gastronomie erinnern an deutsche Vergangenheit. 1866 lebten dort 991 meist deutsche Siedler, 1912 gab es schon 8500 Bewohner. So ist dort heute Deutsch an Schulen ein Pflichtfach.
Der Einwandererpark Parque Aldeia do Imigrante ist heute eine der größten Touristenattraktion in der Gemeinde. 

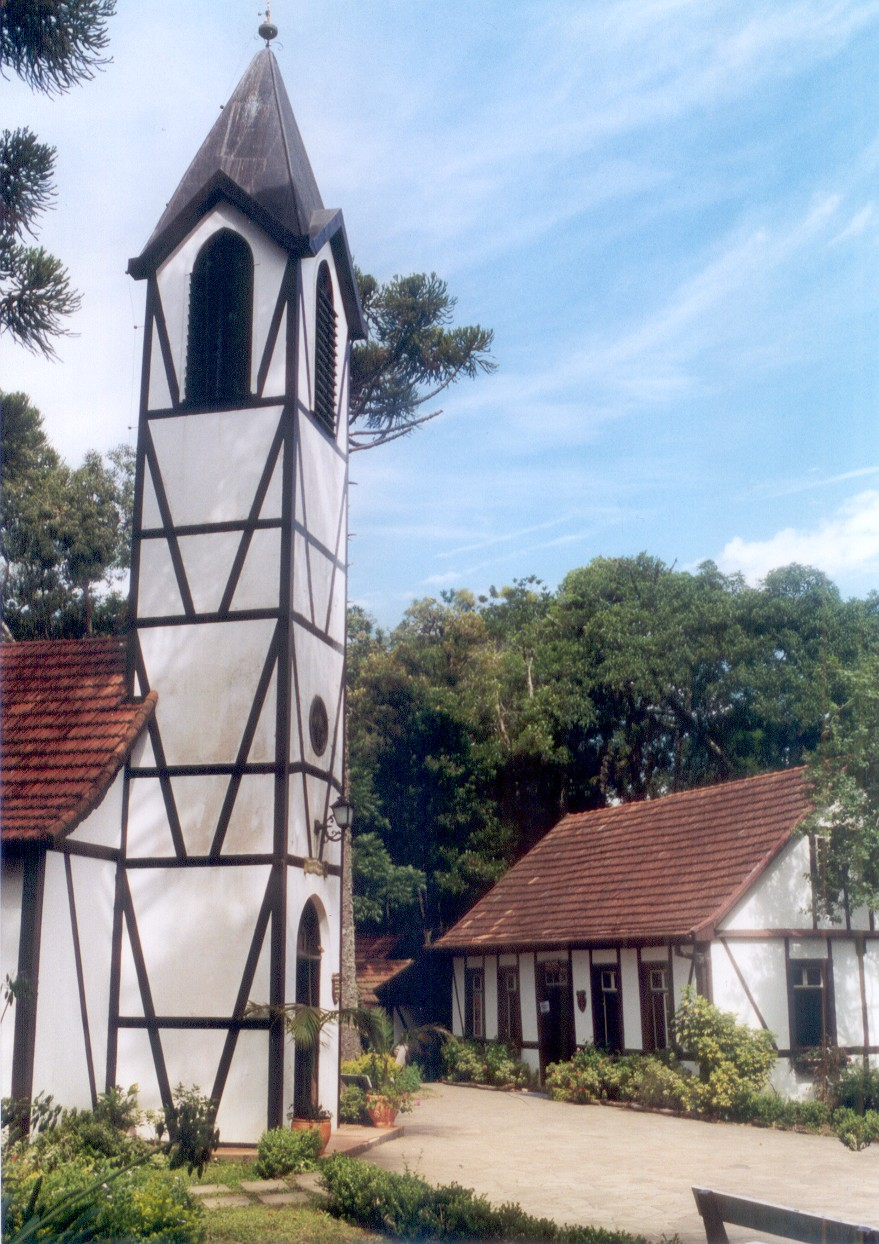
Nachgestellte Fachwerkkirche im Museumsdorf

## Persönlichkeiten

### Mit Nova Petrópolis verbunden
- Heinrich Wilhelm Hunsche (1839–1934), evangelischer Pfarrer und Missionar in Südbrasilien. Er gilt dort als ein Pionier des Evangeliums.